# Der Bauch des Ozeans
Der Bauch des Ozeans, im Original Le Ventre de l'Atlantique, ist der erste Roman der senegalesischen Autorin Fatou Diome. Er wurde 2003 im Verlag Anne Carrière veröffentlicht. In der Übersetzung von Brigitte Große erschien der Roman 2004 im Diogenes Verlag, Zürich.
Der Roman setzt sich mit den Träumen vom Auswandern junger Senegalesen auseinander.
Das Werk trägt autobiographische Züge, da die Handlungsorte und der Werdegang der Erzählerin mit denen der Autorin übereinstimmen.

## Inhaltsangabe
Europa ist kein Paradies, auch nicht für Einwanderer aus dem Senegal. Trotzdem will Salies kleiner Bruder Madické nach Frankreich, um als Fußballer reich und berühmt zu werden. Doch die Träume, die auf der kleinen Insel inmitten des Ozeans ersonnen werden, stoßen auf ein Hindernis: die Wirklichkeit.

## Die Personen

### Die Hauptpersonen
Salie: Salie ist die Erzählerin des Romans. Ein Erzähler mit einer internen Fokalisierung. Sie wurde im Senegal aus der ersten Ehe ihrer Mutter geboren. Als ihre Mutter wieder heiratet, lehnt der Stiefvater die kleine Salie ab. Durch diese Situation zerrissen, neigt die Mutter dazu, ihr Kind zu misshandeln. Salie wird von einem wohlwollenden Nachbarn verleumdet und von ihrer Großmutter aufgenommen, mit der sie eine innige Beziehung aufbaut. Obwohl Salie nicht in der Schule im Dorf eingeschrieben ist, ist sie neugierig und geht heimlich dorthin. Der Lehrer erkannt bald ihr Potenzial und bittet ihre Großmutter um die Erlaubnis, sie einzuschreiben. Salie interessiert sich besonders für Literatur. Später verliebt sie sich und heiratet einen weißen Mann aus Frankreich. Sie verlassen den Senegal, doch die Familie des Mannes ist rassistisch und wünscht nicht, dass eine schwarze Frau Teil der Familie wird. Daher lassen sie sich scheiden. All diese Ereignisse werden dem Leser in einer analeptischen Erzählweise mitgeteilt. Derzeit wohnt Salie noch in Frankreich, vor allem in Straßburg, wo sie in Teilzeit als Putzfrau arbeitet, um ihr Studium zu finanzieren. Sie beschreibt, insbesondere für junge Afrikaner, wie die Vorbereitung auf ein Leben in Frankreich aussehen. Auf diese Weise versucht sie ihren Bruder davon zu überzeugen, dass Frankreich nicht der Ort ist, an dem seine Wunschvorstellungen in Erfüllung gehen, sowohl telefonisch als auch bei ihren Besuchen im Senegal. Während dieser Zeit versucht sie ihre Schriftstellerei vor den verächtlichen Blicken der Anderen zu verbergen. Dies scheitert auch durch die Aussage des „Mannes von Barbès“, der erklärt, dass Salie ins französische Fernsehen kommen werde, wenn sie ein Buch veröffentliche. So werden die Verbindungen zwischen dem fiktiven Charakter und der Schriftstellerin Fatou Diome immer stärker. Dies lässt den Roman im Lichte einer Autofiktion erscheinen.
Madické alias Maldini: Madické ist Salies Halbbruder, geboren aus der zweiten Ehe seiner Mutter, er lebt immer noch im Senegal. Madické liebt den Fußball und unterstützt die italienische Nationalmannschaft und insbesondere den Spieler Paolo Maldini, was ihm in seinem Dorf den Spitznamen Maldini eingebracht hat. Der junge Mann hat den Traum, in Frankreich, einem Land, das er nur aus dem Fernsehen kennt, Fußballprofi zu werden. Und genau in diesem einen Fernseher sieht er seine afrikanischen Kollegen in der französischen Nationalmannschaft spielen und wie sie gefeiert werden, ohne die astronomischen Gehälter zu vergessen, die ihnen gezahlt werden. Das Fernsehen ist auch ein Band, das Bruder und Schwester trotz der Entfernung immer vereint. Madické ruft Salie immer an, um sie zu bitten, ihm die Ergebnisse zu geben und die Zusammenfassung der Spiele während der vielen Störungen, die der Fernseher des senegalesischen Nachbarn hat. Je weiter das Buch voranschreitet, desto eindringlicher werden die Bitten des Bruders, nach Frankreich zu gehen, trotz der Ermahnungen des Lehrers und Salie, besonders während ihrer Reise. Als sie nach Frankreich zurückkehrt, beschließt sie, mehrere Monate zu sparen. Die Summe, die sie sammelt, entspricht einem Flugticket vom Senegal nach Paris. Dann erklärt sie ihrem Bruder, dass sie all dieses Geld für ihn gespart hat und dass sie ihm die Wahl lässt, er kann mit dem Geld entweder nach Paris fliegen oder es im Senegal verwenden. Madické geht schließlich nicht nach Frankreich und benutzt das Geld seiner Schwester, um einen Laden zu eröffnen. Der Leser erfährt später, dass Madické, der heute ein komfortables Leben im Senegal führt, nicht mehr den Traum hat, in Frankreich Profi-Fußballer zu werden. Die letzte Szene, in der die Figur auftaucht, ist in seinem eigenen Haus, wo er seine Freunde einlädt, ein Fußballspiel (Senegal-Schweden) auf seinem eigenen Fernsehen zu sehen.
Ndétare: Der Lehrer der nicht-koranischen Schule des Dorfes hat in Frankreich studiert. Er ist derjenige, der es der kleinen Salie ermöglicht hat, sich in seiner Einrichtung einzuschreiben. Parallel zu seiner Arbeit als Lehrer wurde er Fußballtrainer für die Jugendlichen des Dorfes, darunter Madické, der ihn auf seine Schwester aufmerksam machte. Diese widmet sich dann einer lobenden Beschreibung des Lehrers, dem sie ihren Bildungsweg verdanke und ihr Wissen, das sie heute genieße (Seite 65). Salie und der Lehrer sind sehr gut befreundet, obwohl Salie in Frankreich lebt. Während einer ihrer Besuche im Senegal wird die junge Frau die meiste Zeit mit diesem Freund verbringen. Sie werden sich gerade in dieser Zeit zusammenschließen, um dem so genannten „Mythos Europa“ ein Ende zu bereiten. Der Lehrer, der immer noch im Senegal lebt, kämpft täglich und erinnert die angehenden Fußballspieler oft an die Geschichte von Moussa. Schließlich erlebt Ndétare eine echte Liebesaffäre mit einer jungen Frau von der Insel, Sankèle, die leider durch die Macht der Traditionen und Regeln, nach denen Frauen in ihrem Land leben müssen, zerstört wird.
L’homme de Barbès: Der Fernseher, vor dem sich die senegalesische Jugendlichen bei Fußballspielen versammeln, findet im Charakter des Mannes aus Barbès einen Verbündeten. Er ist legal nach Frankreich ausgewandert und lebt ein hartes Leben, wobei er die meiste Zeit als Leiharbeiter schwierige und anstrengende Arbeit leistet. Er besitzt kein eigenes Zuhause und lebt mit anderen Afrikanern in der gleichen Situation. Deshalb sparte er über Jahre hinweg sein Gehalt, bevor er in sein Heimatland zurückkehrt. Dort rühmt er sich mit dem enormen Geld, das er für den Senegal gesammelt hatte. Mit dem Bau mehrerer Häuser für sich und seine Eltern, aber auch durch die Heirat mehrerer Frauen, will er seinen Reichtum unter Beweis stellen. So präsentiert er Frankreich als ein Eldorado für junge Afrikaner und entscheidet sich die Geschichte seiner schmerzhaften Erfahrungen zu verschweigen. Außerdem erfahren wir ergänzend, dass sein Status es ihm erlaubt, jede Frau zu heiraten, die er im Senegal wünscht. Seine Familie hat für ihn jedoch eine der schönsten Frauen der Insel auserwählt, die keine andere ist als Sankèle, von der wir bereits erzählt haben. Sankèles Herz ist jedoch bereits vergeben: Sie ist dagegen.

### Die Nebenpersonen
La grand-mère: Salies Großmutter nahm sie auf, als sie noch ein Kind war. Die beiden Frauen bauen eine innige Beziehung auf. Eine Reihe poetischer Gedankengänge im Buch befasst sich mit den Vorfahren.
Moussa ist eine Geistergestalt, von der wir nur die Geschichte kennen. Als sehr guter Fußballspieler wird er von einem französischen Trainer namens Jean-Charles Sauveur entdeckt, der vorschlägt, ihn nach Frankreich zu bringen, damit er dort eine Ausbildung absolvieren kann, um ein Profi zu werden und in Frankreich spielen zu können. Moussa ist offensichtlich erfreut und verkündet seinen Eltern die Nachricht. Diese sehen in ihm den nächsten „Barbès-Mann“, der große Geldbeträge ins Land zurückbringt und seiner Familie ein besseres Leben ermöglicht. In Frankreich angekommen, hat Moussa nur noch Zugang zum Trainingszentrum und seinem Wohnheim. Für den kleinen Jungen stellte sich der sportliche Aufstieg als Herausforderung heraus. Obwohl Moussa zu essen und eine Unterkunft hat, erhält er kein Gehalt und wird von Seiten seiner Teamkollegen weiterhin rassistisch behandelt. Seine Familie ist sehr wütend auf ihn, weil er vor einigen Monaten angekommen ist und sie kein Geld erhalten haben. Als Moussa ein Bild von sich und seinem Team schickt, zieht er nur den Zorn seines Vaters auf sich. Dieser beschuldigt ihn, die Kleidertraditionen seines Landes abzulehnen und egoistisch zu handeln, indem er seine Familie in Afrika nicht unterstützt. Nach ein paar Monaten erklärte sein Trainer ihm, dass er ihn wegen seines mangelnden Niveaus nicht im Team halten könne. Er informiert ihn dann, dass er alle Ausgaben, die der Coach in ihn investiert hat, zu erstatten hat, und teilt ihm mit, dass er Vereinbarungen mit einem Bootskapitän getroffen hat, der illegale Einwanderer beschäftigt. Der Coach sagt ihm, dass sein ganzes Gehalt an ihn zurückgezahlt wird, bis er es zurückgezahlt hat, stimmt Moussa zu. Eines Tages, als das Boot in Marseille angelegt hat und die Arbeiter freie Zeit haben, beschließt Moussa, den Hafen zu besuchen, nachdem er in Frankreich noch nie etwas anderes als sein Ausbildungszentrum gesehen hat. Die Polizei verhaftete den jungen Mann bei einer Ausweiskontrolle, den er natürlich nicht mehr hat. Moussa erklärt, dass er auf einem Boot arbeitet. Die Polizei will die Aussagen des jungen Mannes bestätigen lassen und befragt den Kapitän des Bootes, der behauptet, Moussa nicht zu kennen. Letzterer wird für einige Tage auf die Polizeistation und dann ins Gefängnis gebracht, wo er auf seine IQF (Einladung zur Ausreise aus Frankreich) wartet. Nach Erhalt wird er an den Flughafen gebracht, um von da aus in den Senegal zurückzukehren. Dort wurde er jedoch von allen abgelehnt und verachtet. Da er all das nicht mehr ertragen kann, begeht er Selbstmord und springt in den Atlantik.
Sankèle: eine junge Frau von der Insel, die besonders wegen ihrer Schönheit begehrt wird. Sie ist in den Lehrer Ndétare verliebt. Ihr Vater lehnt diese Beziehung jedoch ab, zumal dann als die Familie des Barbès' Mann erklärt, dass sie wünschen, dass Sankèle ihren Sohn heiratet. So ist Sankèles Vater entschlossen, dass Sankèle letzteren heiratet. Allerdings wird die junge Frau mit ihrem Partner schwanger, das Paar ist glücklich. Am Abend der Geburt ist Sankèle im Haus ihrer Eltern, ihre Mutter hilft ihr bei der Geburt. Während die Geburt gut verlief und Sankèles Mutter in den Hof ging, um Wasser zu holen, packte der Vater das Kind und erstickt es in einer Plastiktüte. Er begründet seine Tat mit diesem einzigen Satz: „Ein uneheliches Kind kann nicht unter meinem Dach aufwachsen“ (Seite 134). Er entsorgt das Kind im Atlantik. Sankèle flieht sofort und sucht bei ihrem Geliebten Hilfe. Sie weiß, dass sie die Insel verlassen muss. Ndétare wird ihr helfen, indem er sie verkleidet und einen Weg zur Flucht findet. Infolgedessen wird keiner der Charaktere weitere Nachrichten über die junge Frau haben, es werden nur Gerüchte verbreitet.
Le pécheur: Der Fischer ist ein älterer Charakter, der sich unter die jungen Leute mischt, die sich vor dem Fernseher befinden, um die Fußballspiele zu sehen. Seine Anwesenheit wird im ganzen Roman als seltsam dargestellt. Madické löst schließlich das Geheimnis, indem er die Fragen analysiert, die der alte Mann ihm stellt. Tatsächlich hat letzterer den jungen Mann ständig nach den Ergebnissen vieler Spiele gefragt und dabei erklärt, dass er keine bestimmte Mannschaft unterstützt. Madické stellt schließlich fest, dass oft eine Mannschaft zurückkehrt, von der einer der Spieler im Senegal und genauer gesagt in der Region, in der er selbst lebt (Niodior), geboren wurde. Dann erfahren wir, dass der Fischer, als er jung war, bei den Damen sehr erfolgreich war und dass eine seiner Eroberungen schwanger geworden war. Als sie ihm jedoch die Nachricht überbrachte, erklärte er, dass sie für sich selbst sorgen müsse und dass er das Kind nicht anerkennen würde. Die junge Frau ging dann in die Stadt, wo sie einen guten Job bei einer wohlhabenden Familie finden konnte. „Dank ihrer Schönheit“ heiratete sie ein anderer Mann „trotz“ ihres ersten Kindes, das er als Sohn aufzog und unter seinem Namen adoptierte. Der Sohn wurde wegen seines Talents als Fußballspieler entdeckt und für den Einsatz in einem europäischen Verein rekrutiert. Sein Erzeuger wird jedoch nie aufhören, ihn im Fernseher des Barbès-Mannes zu sehen …

## Themen

### Die Ehe in Afrika
Fatou Diome erzählt die Geschichte von Sankèle, der Tochter eines alten Fischers. Sankèle zeichnet sich durch ihre Schönheit und ihre Intelligenz aus und verliebt sich in Ndétare, den Grundschullehrer. Ihr Vater hat jedoch bereits den Mann aus Barbès als Heiratskandidaten auserwählt. Ndétare und Sankèle treffen sich daraufhin regelmäßig heimlich und Sankèle wird schließlich schwanger. Ihr Kind stellt eine Schande für die Familie dar und ihr Vater tötet das Kind, indem er es mit einer Plastiktüte erstickt, zumal „in [s]einem Haus […] kein Platz für einen Bastard [ist].“
Das gleiche Schicksal hätte auch Salie treffen können, die von ihrer Großmutter davor bewahrt wurde, von ihrem Stiefvater misshandelt zu werden.
Fatou Diome beschreibt die Ehe in Afrika folgendermaßen: „Nach den uralten Gesetzen der Ahnen schlossen sie eherne Bündnisse im Interesse der Sitten und besiegelten das Schicksal der Mädchen. Nicht Liebende wurden vereint, sondern Familien zusammengeschmiedet.“ (S. 132)
„In diesem Winkel der Welt liegt eine Männerhand auf jedem Frauenmund.“ (S. 138)

### Der Mythos Europas
Für die Einwohner Niodiors ist Frankreich wie ein Paradies. All die Dorfbewohner, die bereits in Frankreich gelebt haben, stehen für den sozialen Erfolg: der Mann von Barbès, der Grundschullehrer Ndétare und Salie. Die Bewohner sind kontinuierlich den Lügengeschichten des Mannes aus Barbès und den bunten Werbebildern im Fernsehen ausgesetzt:
„Zum Saubermachen haben sie auch ein Gerät, das Staubsauger heißt und den ganzen Dreck einfach schluckt, damit gehst du einmal durch die Räume und hui ist alles weg. Bssss! Und wie das blitzt!“ (S. 90)
„Alle haben ein eigenes Auto, mit dem sie zur Arbeit fahren und die Kinder zur Schule bringen, einen eigenen Fernseher, der sämtliche Kanäle der Welt empfangen kann, und einen Kühlschrank und eine Tiefkühltruhe mit lauter guten Sachen drin.“ (S. 89)
„Allen geht es gut, niemand ist wirklich arm. Wer keine Arbeit hat, kriegt ein Gehalt vom Staat, das nennen sie Mindestlohn. […] Und man kann mit allem Geld verdienen, selbst wenn du die Hundescheiße von der Straße aufsammelst, wirst du von der Pariser Stadtverwaltung dafür bezahlt.“ (S. 91)
„Sie wollten alles von dem sagenhaften Ort wissen, wie Tote in Palästen schliefen. Dort hatten die Lebenden sicher den Himmel auf Erden.“ (S. 89)
Die Realität wird nur von dem ehemaligen Beamten Ndétare beschrieben, der die Geschichte Moussas den Kindern, die von Frankreich träumen, erzählt, um sie davon zu überzeugen, in Afrika zu bleiben: „Sei dir da bloß nicht so sicher, Junge, das ist nicht gesagt. Hör auf zu träumen, nicht jeder kommt reich aus Frankreich zurück.“ (S. 98)

### Die Identitätsfrage
Das Werk von Fatou Diome behandelt die Frage nach der Identität aus verschiedenen Perspektiven. Die im Roman geschilderte Identität stellt vordergründig die konfliktbeladene Identität der Protagonistin und Erzählerin Salie dar. Die Erzählerin ist zwischen beiden Kulturen – der französischen und der senegalesischen – hin- und hergerissen. Vor allem der Blick der anderen lässt Salie über ihre Alterität gewahr werden, sodass sie stets davon abgehalten wird, sich wie zuhause zu fühlen. Die Identitätsfrage wird darüber hinaus mittels Unterschiede kultureller Gepflogenheiten thematisiert, wie etwa bezüglich der Ernährung: „So spricht man von denen, die weit fort sind, wenn man nicht mehr weiß, was sie am liebsten essen, welche Musik sie gerne hören, welche Blumen und welche Farben sie mögen, wenn man vergessen hat, ob sie ihren Kaffee mit oder ohne Zucker trinken, all die Kleinigkeiten, die in keinen Koffer passen, aber dafür verantwortlich sind, ob man sich zuhause fühlt oder nicht.“ (S. 272)
Fatou Diome geht den Unterschieden zwischen beiden Kulturen auf den Grund, indem sie die Gepflogenheiten der beiden Kontinente stets gegenüberstellt, wie etwa Vornamen, kulturelle Verhältnisse, Geburtstage etc. Mittels einer facettenreichen Sprache bindet die Erzählerin Sprichwörter ihres Heimatdorfes in ihre Erzählung mit ein. In der afrikanischen Kultur spielen diese Sprichwörter eine maßgebliche Rolle. Sie bereichern die kulturelle Identität jeder Familie. Die afrikanische Literatur misst den mündlichen Erzählformen mehr Bedeutung zu als der schriftlichen. Die mündliche Literatur Afrikas nimmt dabei unter anderem Bezug auf Gattungen wie Sprichwörter, Märchen und Lobreden etc.
So zitiert die Erzählerin gerne ihre Großmutter:
„So wie das Junge des Delphins sich nicht vor dem Ertrinken fürchtet, wirst du, die im Regen geboren ist, keine Angst davor haben, nass zu werden, auch wenn sie auf dich spucken im Vorübergehen. […] Aber auch du musst einmal ans Licht der Welt.“ (S. 76)
Häufig spielen die afrikanischen Sprichwörter auf die Metaphorik der Natur an, der eine große Rolle in der afrikanischen Kultur zuteil kommt:
„Doch allmählich begriff er, dass der Palaverbaum ein Parlament ist und der Stammbaum ein Personalausweis.“ (S. 83)
Viele dieser Sprichwörter bringen außerdem die Misogynie der afrikanischen Kultur zur Sprache. In der afrikanischen Gesellschaft wird den Müttern eine bedeutende Rolle in allen Lebensbereichen zugewiesen, ob in wirtschaftlicher, politischer oder kultureller Hinsicht:
„Töchter ernähren heißt Kühe mästen, die niemals Milch geben werden. ‚Oder: Ein Hirte ohne Bock endet ohne Rock.‘“ (S. 153)
Die Milch symbolisiert in diesem Kontext das Geld oder zumindest den sozialen Erfolg, der nur von einem Mann herbeigeführt werden kann, um seine Familie für die Zukunft abzusichern.

## Erzählerin
Der Buchumschlag erwähnt den Vornamen der Erzählerin Salie und so wird sie auch von den Bewohnern Niodiors in seltenen Fällen genannt. Im 11. Kapitel sagt sie jedoch, dass ihr Vorname einer der geläufigsten im Senegal sei, da häufig die erstgeborenen muslimischen Mädchen so genannt werden. Der Vorname ist leicht auszusprechen, sodass die Entwicklungshelfer gerne ihren Hausfrauen diesen Namen verpassen. Dies trifft eigentlich vielmehr auf Fatou, den Namen der Autorin, zu …